# Kenneth Heiner-Møller
Kenneth Heiner-Møller (né Christiansen le 17 janvier 1971 à Gentofte, Hovedstaden, Danemark) est un entraîneur danois de football. Il est l'entraîneur en chef de l'Équipe du Canada féminine de soccer depuis janvier 2018.

## Biographie

### Carrière de joueur
Kenneth Heiner-Møller joue au Danemark et en Hongrie.
Avec le club de Ferencváros, il joue quatre matchs en Coupe des coupes. Lors de cette compétition, il inscrit un but lors du premier tour contre le CSKA Moscou.

### Carrière d'entraîneur
Il est pendant plusieurs années le sélectionneur de l'équipe du Danemark féminine. Il dispute avec cette équipe trois compétitions majeures, le championnat d'Europe en 2009 et en 2013, ainsi que la Coupe du monde en 2007.
En 2015 il intègre l’encadrement de l’équipe nationale féminine du Canada en tant qu’entraineur adjoint de John Herdman. À ce poste il participe notamment aux Jeux olympiques d'été de 2016 où son équipe est médaillée de Bronze. Le 8 janvier 2018 la fédération canadienne annonce que John Herdman prend la tête de l’équipe masculine et que Kenneth Heiner-Møller lui succède en tant que sélectionneur de l’équipe féminine.